# Giovanni Battista Schiapparelli
Giovanni Battista Schiapparelli (Occhieppo Inferiore, 20 agosto 1795 – Gassino Torinese, 30 settembre 1863) è stato un chimico e farmacista italiano.
Fu uno dei precursori dell'industria chimico-farmaceutica italiana.

## Biografia
Nato da famiglia della piccola borghesia piemontese, frequentò il ginnasio a Biella e svolse il praticantato presso la farmacia Olivetti della stessa città. 
Conseguì l'abilitazione a farmacista nel 1817 e prestò per breve tempo la sua opera all'Ospedale Maggiore di San Giovanni Battista a Torino; indi si trasferì a Roma e successivamente a Napoli, ove vinse un concorso a preparatore presso la cattedra di chimica farmaceutica dell'Università.
Nel 1821, spinto da motivazioni politiche, ritornò in Piemonte, ma non gli fu possibile partecipare ai moti insurrezionali, ormai terminati. 
Nello stesso anno, in società con il farmacista Bernardo Alessio Rossi, aprì a Torino uno stabilimento per la produzione del solfato di chinina secondo il metodo che Pelletier e Caventou avevano scoperto e pubblicato pochi mesi prima. 
Questa società gli consentì di ottenere buoni guadagni e di acquistare una delle farmacie collegiate di Torino, che divenne una delle più moderne ed attrezzate della città (questa farmacia esiste tuttora, meglio conosciuta come "Regia Farmacia", negli stessi locali siti in via XX Settembre all'angolo con la piazza del Duomo).
Nel 1824 fondò la Società Anonima Stabilimenti Chimici Schiapparelli, una delle prime fabbriche di prodotti chimico-farmaceutici in Italia, chiusa nel 1998.
Nel 1825 il Magistrato del Protomedicato lo nominò Visitatore delle botteghe degli speziali.
Nel 1829, in società con un altro farmacista, Giuseppe Antonio Viviani, iniziò a produrre l'acido solforico, insieme ad allume ed altri composti inorganici su vasta scala in un apposito stabilimento. 
Fondò e poi presiedette la Società del Gas di Torino.
Nel 1852 fondò la Società di Farmacia, Chimica e Scienze affini.
Dal 1853 al 1859 fu membro della Commissione per la compilazione della Farmacopea. 
Alla sua morte l'industria chimico-farmaceutica Schiapparelli era una delle più importanti d'Italia ed essa sarà ulteriormente ingrandita dai figli Tancredi ed Annibale.
La città di Torino gli ha dedicato un'area verde, tra il centro della città ed il fiume Dora Riparia. Anche Occhieppo Inferiore (BI), suo paese natale, ha intitolato una via in suo onore.

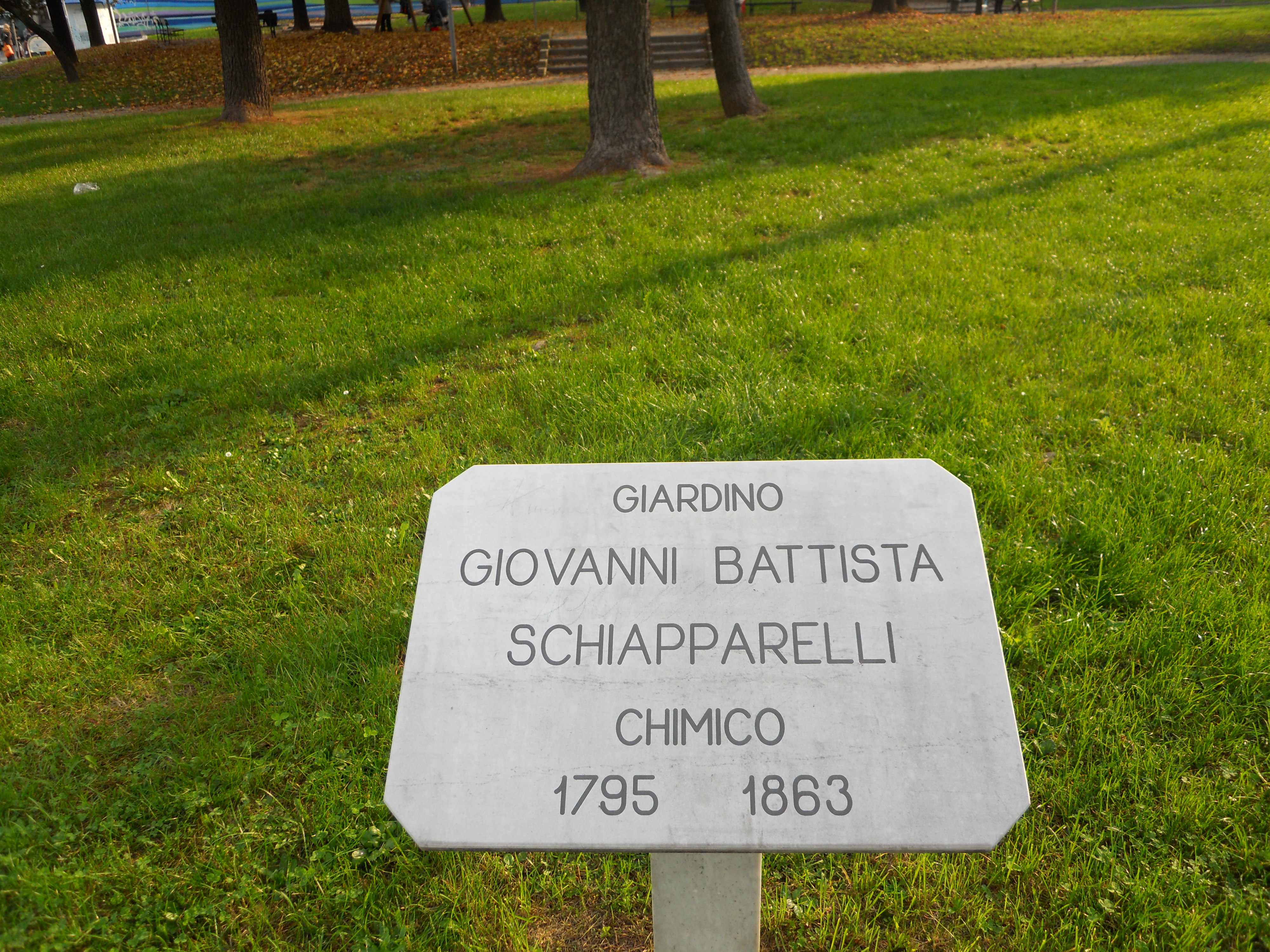
Il giardino Schiapparelli a Torino